# Beast of Burden
Beast of Burden („Lasttier“) ist ein Lied der Blues- und Rockband The Rolling Stones aus dem Jahr 1978, das von Mick Jagger und Keith Richards geschrieben wurde. Es erschien auf dem Album Some Girls.

## Geschichte
Die Blues-Pop-Komposition sowie die zuerst geschriebene Version des Liedes stammten von Keith Richards. In den Liner Notes in der 1993 erschienenen Kompilation Jump Back: The Best of The Rolling Stones schrieb Richards:

“[‘Beast of Burden’] was another one where Mick [Jagger] just filled in the verses. With the Stones, you take a long song, play it and see if there are any takers. Sometimes they ignore it, sometimes they grab it and record it. After all the faster numbers of Some Girls, everybody settled down and enjoyed the slow one.”

„‚Beast of Burden‘ war ein weiteres Lied, bei dem Jagger lediglich die Strophen beisteuerte. Wir Stones nehmen ein langes Lied, spielen es und sehen, ob sich jemand dafür interessiert. Manchmal ist das nicht der Fall, manchmal gefällt es jemandem und die Aufnahme folgt. Nach all den schnellen Stücken auf Some Girls, waren alle in etwas ruhigerer Stimmung und hatten Spaß an dieser langsameren Nummer.“

Zum Text sagte Jagger:

“Lyrically, this wasn’t particularly heartfelt in a personal way. It’s a soul begging song, an attitude song. It was one of those where you get one melodic lick, break it down and work it up; there are two parts here which are basically the same.”

„Textlich war das meinerseits nicht sonderlich tief nachempfunden. Es ist eine Art Soul-Bettelsong, ein Lied über eine Grundhaltung. Es war eines von den Stücken, wo du ein Lick hast, dieses aufschlüsselst und ausbaust; es gibt zwei Teile, die relativ gleich sind.“

Den Song kann man als allegorisch betrachten. Richards sagte 2003:

“When I returned to the fold after closing down the laboratory [referring to his drug problems throughout the 1970s], I came back into the studio with Mick… to say, ‘Thanks, man, for shouldering the burden’ – that’s why I wrote Beast of Burden for him, I realise in retrospect.”

„Als ich nach der Schließung des Labors [eine Anspielung auf Richards’ Drogenprobleme während der 1970er Jahre] in den Schoß der Familie zurückkehrte, kam ich mit Mick Jagger ins Studio, um ihm zu sagen: ‚Danke Mann, dass du die Last getragen hast‘ – deshalb habe ich Beast of Burden für ihn geschrieben, das wird mir im Nachhinein bewusst.“

Die Aufnahmen fanden im Oktober 1977 statt. Obwohl der Text bereits fertig geschrieben war, improvisierte Jagger ein paar weitere Zeilen im Zusammenspiel mit dem ruhigen Gitarrenlauf von Richards und Ronnie Wood. Beide waren Leadgitarrist und Rhythmusgitarrist.
Die Veröffentlichung war am 9. September 1978. Beast of Burden kam in der vom Musikmagazin Rolling Stone erstellten Liste der 500 besten Songs aller Zeiten auf Platz 435 und war im Film Christine zu hören. Die Musikrichtungen sind Bluesrock und Soul.

## Kommerzieller Erfolg

### Chartplatzierungen
| ChartsChartplatzierungen       | Höchstplatzierung | Wochen |
| ------------------------------ | ----------------- | ------ |
| Vereinigte Staaten (Billboard) | 8 (13 Wo.)        | 13     |

### Auszeichnungen für Musikverkäufe
| Land/Region                  | Auszeichnungen für Musikverkäufe (Land/Region, Auszeichnung, Verkäufe) | Verkäufe |
| ---------------------------- | ---------------------------------------------------------------------- | -------- |
| Australien (ARIA)            | 3× Platin                                                              | 210.000  |
| Neuseeland (RMNZ)            | 2× Platin                                                              | 60.000   |
| Vereinigtes Königreich (BPI) | Silber                                                                 | 200.000  |
| Insgesamt                    | 1× Silber · 5× Platin ·                                                | 470.000  |

Hauptartikel: The Rolling Stones/Auszeichnungen für Musikverkäufe

## Coverversion von Bette Midler
1984 coverte Bette Midler das Lied auf ihrem Album No Frills. Für die Produktion waren Chuck Plotkin, Brock Walsh und Danny Goldberg verantwortlich. Im Vergleich zum Original geht das Lied in die Musikrichtungen Bluesrock und New Wave. Es wurden mehrere Textzeilen geändert, so wurde beispielsweise „Pretty, pretty, girls“ zu „my little sister is a pretty, pretty girl“. Im Videoclip hat Mick Jagger einen Gastauftritt als nicht singender Tanzpartner Bette Midlers.
Chartplatzierungen
| ChartsChartplatzierungen       | Höchstplatzierung | Wochen |
| ------------------------------ | ----------------- | ------ |
| Deutschland (GfK)              | 15 (13 Wo.)       | 13     |
| Vereinigte Staaten (Billboard) | 71 (6 Wo.)        | 6      |

## Andere Coverversion
- 1987: Trude Herr (Die Hip vüm Nümat)
- 1990: Buckwheat Zydeco
- 1996: Little Texas
- 2007: Aneka
- 2018: Jennifer Porter